# Frankfurt City Blues Band

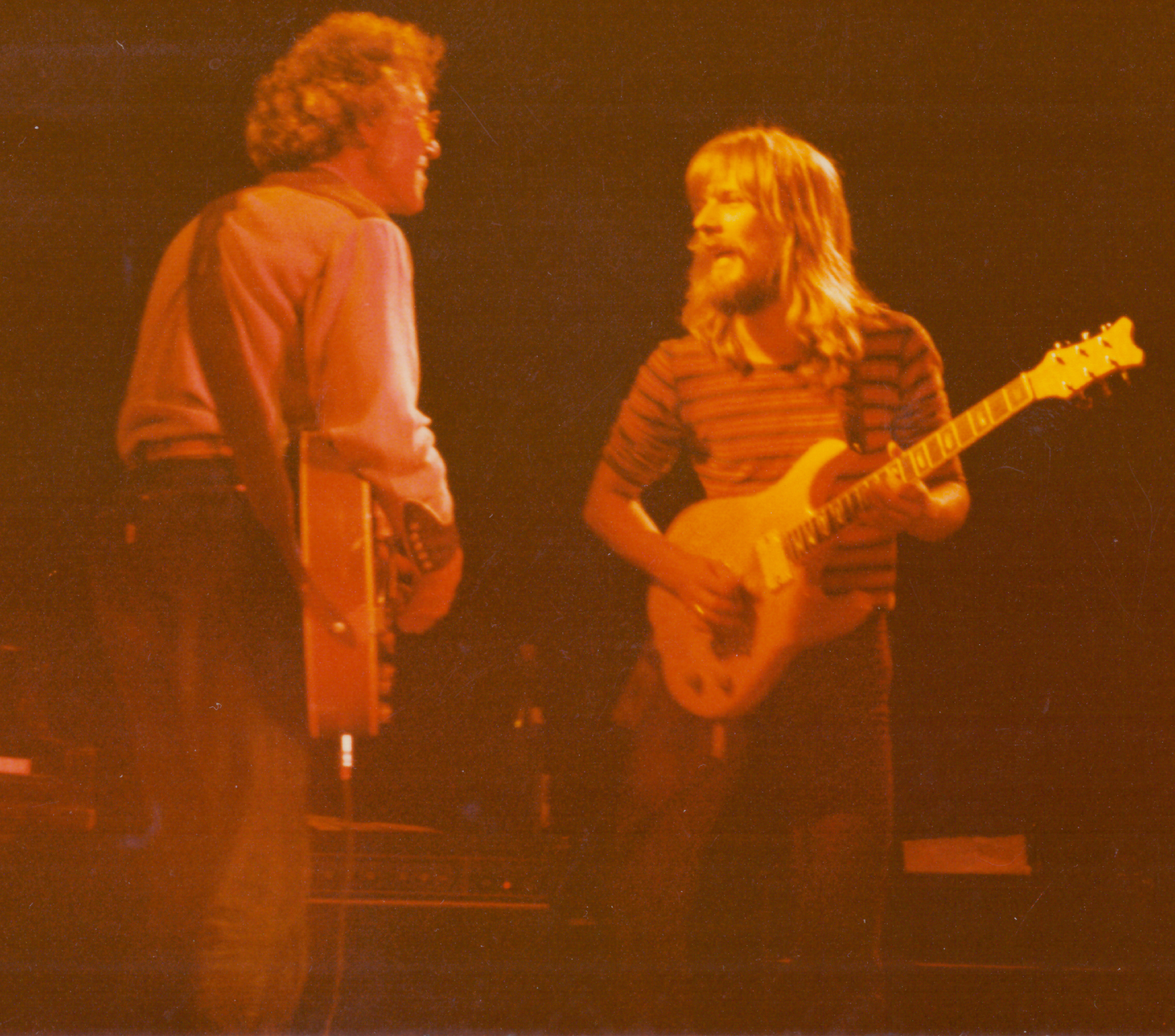
Alexis Korner (l.) und Lutz Sommer, 12. Juni 1981

Die Frankfurt City Blues Band ist eine deutsche Blues-Band, die im Jahr 1976 in Frankfurt am Main gegründet wurde.

## Geschichte
Gründungsmitglieder der Band waren Andreas August, Manfred Häder an der Gitarre, Thomas Schilling am Bass, Georg Viel am Schlagzeug, Bernhard Dill mit der Harp. Die Band ging in ganz Deutschland auf Tournee und spielte beim Open Ohr Festival in Mainz, im historischen Musikclub Onkel Pö in Hamburg zusammen mit Vince Weber, in der Fabrik in Hamburg, im Mainzer Unterhaus, bei Rock gegen Rechts 1979 und beim SWF Blues Festival. Dazu kamen Auftritte in Radio- und Fernsehsendungen.
Ihre ersten drei Tonträger erschienen in der Originalbesetzung. Danach wechselten die Musiker des Öfteren. Im Jahr 1981 kam für Manfred Häder der Gitarrist Lutz Sommer in die Band. Auf Tournee gingen die Blues-Musiker unter anderen mit Alexis Korner, Louisiana Red und Champion Jack Dupree.
Mit der Aufnahme ihres Albums One, Two, Go, Go (2001) entwickelte sich die Band musikalisch weiter und spielt seitdem, wie sie es nennt, „Psychedelic-Blues“.

## Diskografie
- 1979: … Is in Town (LP)
- 1980: Second Step (LP)
- 1981: Live (LP)
- 1982: Doobee doobee doo (LP)
- 1986: Frankfurt City Bluesband Meets Alexis Korner and Louisiana Red (LP)
- 1986: Ten Years on the Road (LP)
- 1989: Whatever Happens (CD)
- 1990: Don't Tell My Mother (CD)
- 2001: One, Two, Go-Go (CD)
- 2004: Live Isn't Meant to Be Happy (CD)
- 2016: Live im „Neuen Theater“ Frankfurt/Höchst (DVD)